# Ellbach (Saar)
Der Ellbach (im Dialekt die Ellbach, umgangssprachlich auch Mühlenbach, Millenbach oder Millbach) ist ein Bach im Landkreis Saarlouis im Saarland.
Der Bach ist nicht befahrbar und hat mit Stand 2009 seine ursprüngliche wirtschaftliche Bedeutung vollkommen eingebüßt.

## Geographie

### Verlauf
Der Ellbach entspringt im Saar-Nahe-Bergland. Seine Quelle liegt nahe dem Lebacher Stadtteil Falscheid. Der Bach fließt unter anderem durch Saarwellingen und mündet nahe dem Saarlouiser Stadtteil Roden von rechts in den dort von Südosten kommenden Mosel-Zufluss Saar.

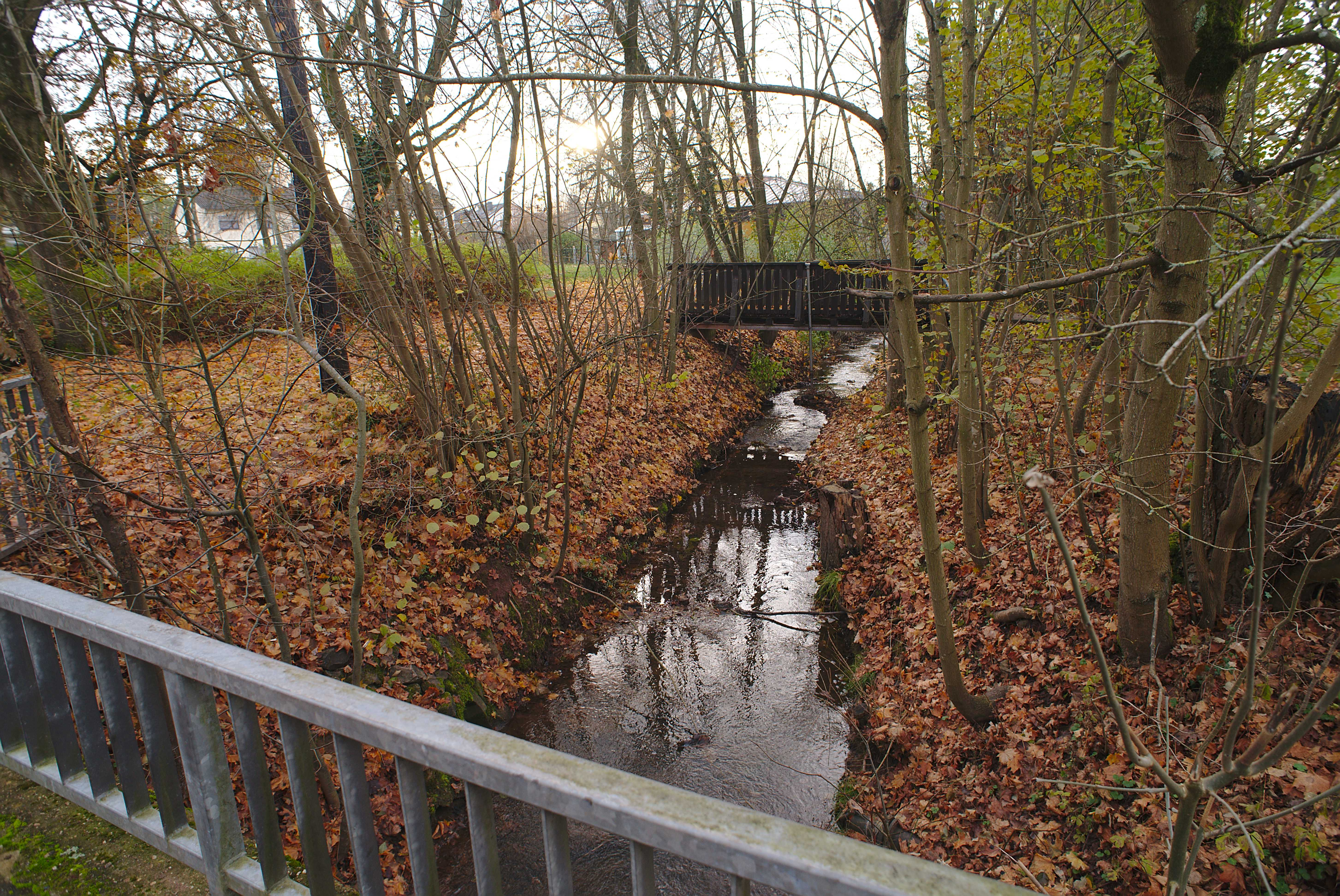
Blick von einer Brücke in Reisbach auf den Bach

### Zuflüsse
Zu den Zuflüssen des Ellbachs gehören bachabwärts betrachtet mit orographischer Zuordnung, Längenangaben in km und Einzugsgebietsgröße in km²:
- Krohwaldbach (links), 1,0 km
- Zaunbuschbach (links), 0,4 km
- Aufeitbach (links), 0,5 km
- Schiesbornbach (rechts), 0,8 km
- Schessenborn (rechts), 0,6 km
- Hesselbornbach (links), 0,9 km
- Lohwiesbach (links), 0,5 km
- Labacher Mühlenbach (rechts), 3,7 km, 5,83 km²
- Steinbornhümes (links), 0,6 km
- Wolfsgräth (rechts), 0,6 km
- Lerschbach (links), 1,9 km, 1,86 km²
- Lohbach (links), 5,3 km, 9,00 km²
- Bubach (links), 2,2 km
- Heßbach (rechts), 6,2 km, 6,19 km²

## Natur und Umwelt

### Geplantes Naherholungsgebiet
Im Bereich des Saarlouiser Stadtteiles Roden soll der Ellbach nach Planung der Stadt Saarlouis in ein Naherholungsgebiet umgewandelt werden. Die Baumaßnahmen sollen nach Auskunft der Stadt Saarlouis im Sommer 2009 beginnen und rund 60 Arbeitstage umfassen.

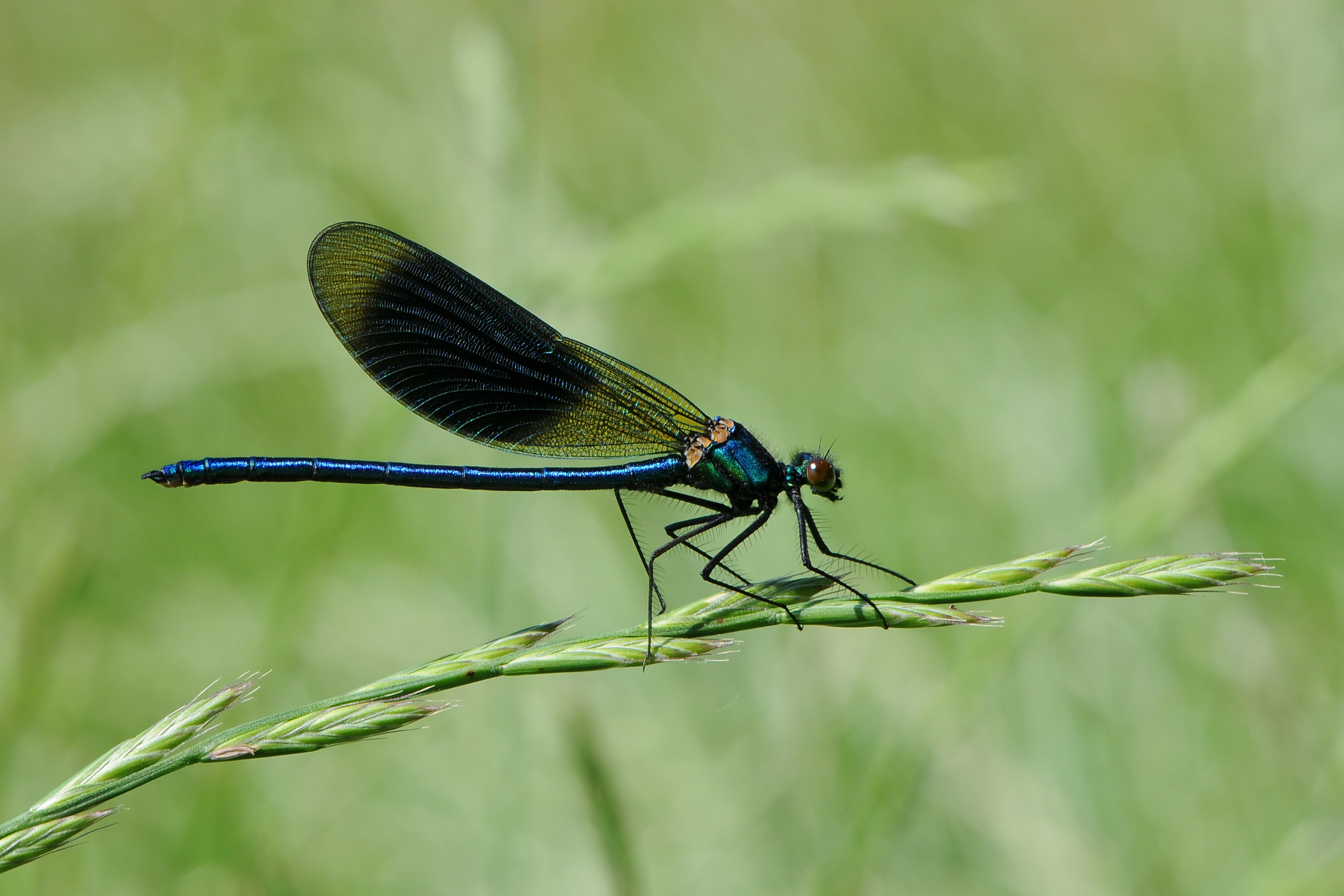
Die Gebänderte Prachtlibelle

### NSG Ellbachtal
Das nordöstlich von Saarlouis liegende NSG Ellbachtal hat eine Größe von etwa 55 ha. Es wird durch kleine feuchte Mähwiesen geprägt und im Uferbereich wachsen Erlen. Über den Wasser des Bach kann man sowohl Blauflügel-Prachtlibelle als auch die Gebänderte Prachtlibelle beobachten und im Gehölzsaum im Bereich des Ufers brütet der Kleinspecht.

## Mühlen

### Geschichte
Seit dem Jahr 1734, bedingt durch die französische Vorreiterrolle bei der Lohgerbertechnik, benötigten auch die ehemals aus Wallerfangen stammenden Gerber Loh- und Sägemühlen, weshalb sie sich auch in Roden neu ansiedelten und nicht nach der kurzen Periode, in der sie in Saarlouis selbst arbeiteten, nach Wallerfangen zurückkehrten. Dort fehlte ein Fluss oder Bach zum Betrieb von Mühlen. Dies bot in direktem Umkreis der Festungsstadt Saarlouis nur Roden.
Eine ebenfalls dem Gerbereiwesen zuzurechnender Mühltyp war durch die Saar-Mühle vertreten, die anfangs als Walkmühle genutzt wurde. Mit den schon existierenden Getreidemühlen bestanden entlang des Ellbachs neun Mühlen auf Saarwellinger und Rodener Bann. Die Bedeutung der Ellbachmühlen, die zu den umgangssprachlichen Bezeichnung Millenbach bzw. Millbach führte, schwand ab 1820, als sich die Hauptstätten des Gerbereiwesens immer mehr in den anglo-amerikanischen Raum verlagerten.

### Mühlentypen
Mit Stand 2009 sind alle Mühlen am Ellbach geschlossen, da sich ihr Betrieb nicht mehr rechnete und ihre Funktionen nicht mehr benötigt werden. Allein aus historischen Gründen versuchen unterschiedliche Vereine vor allem die Reste der Abels-Mühle in Saarlouis-Roden zu bewahren.
Mühlen am Ellbach sind oder waren:
| Getreidemühlen: - Abels-Mühle - Kreuz-Mühle - Quirinsmühle - Schilles-Mühle - Saar-Mühle - Pittenmühle - Reqniersmühle | Sägemühle: - Sägemühle in Saarwellingen Gerbereimühlen: - Lohmühle - Saar-Mühle als Walkmühle |